# Pfingstfrieden von Glatz
Der 1137 abgeschlossene Pfingstfriede von Glatz beendete die böhmisch-polnischen Kriege und legte eine dauerhafte Grenzziehung zwischen Schlesien, Böhmen und Mähren fest. Er wurde in der damals böhmischen Stadt Glatz abgeschlossen.

## Vorgeschichte
Böhmen nahm im 10. Jahrhundert politisch eine führende Stellung im ostmitteleuropäischen Raum ein. Deshalb gelang es dem Přemysliden Vratislav I., mährische und mittelschlesische Gebiete in Besitz zu nehmen, die sein Sohn Boleslav I. noch ausdehnen konnte.
Zu einem ernsten Konflikt kam es Ende des 10. Jahrhunderts, als der Piastenherzog Mieszko I. und sein Sohn, Bolesław I. der Tapfere, große Teile Schlesiens eroberten. Der Machtverfall Polens mit dem Tode Bolesławs im Jahre 1025 ermöglichte es dem böhmischen Herzog Břetislav I. erneut, nach Schlesien einzufallen und die eroberten Gebiete zu beanspruchen.
Wegen der andauernden Streitigkeiten erwirkte 1054 Heinrich II. auf dem Quedlinburger Hoftag einen Kompromissfrieden, der Polen die besetzten Teile Schlesiens beließ und ihm eine jährliche Tributzahlung an Böhmen auferlegte. Das strategisch wichtige Glatzer Land blieb bei Böhmen.
Trotzdem blieb Schlesien auch in den folgenden Jahrzehnten ein dauerhafter Kriegsschauplatz. Schließlich wurden die Auseinandersetzungen und die wiederholten Einfälle des böhmischen Herzogs Sobieslav nach Polen und umgekehrt des polnischen Herzogs Bolesław III. Schiefmund nach Böhmen durch Vermittlung Kaiser Lothars III. mit dem Glatzer Pfingstfrieden von 1137 beendet.
Neben dem Verzicht Böhmens auf die Oberhoheit über Schlesien wurde auch ein eindeutiger Grenzverlauf festgelegt. Das Glatzer Land und Teile des Golensizenlandes südlich des Flusses Zinna (Leobschütz, Jägerndorf und Troppau) verblieben bei Böhmen.
Der Pfingstfrieden von Glatz wurde in der schlesischen Stadt Nimptsch auf der Burg Nimptsch feierlich besiegelt. Aus diesem Anlass übernahm Bolesławs III. Sohn und Nachfolger Władysław II. die Patenschaft über den jüngsten Sohn des Herzogs Soběslav I., Wenzel II.